# Drogi powiatowe w powiecie jędrzejowskim
Drogi powiatowe w powiecie jędrzejowskim – sieć dróg powiatowych w powiecie jędrzejowskim, jednym z 314 powiatów w Polsce.
| Numer drogi          | Przebieg drogi |
| -------------------- | --- |
| 0149T                | – Podchojny – E77 – Kulczyzna – (DP0160T) |
| 0150T                | – Mniszek – Mnichów – E77 |
| 0151T                | – Mniszek – Mzurowa – Miąsowa – (DP0152T) |
| 0152T                | (DP0210T) – Tyniec – Popowice – Oksa – Podlesie – Żarczyce Małe – Żarczyce Duże – Mieronice – Karsznice – Bizoręda – Szczepanów – Miąsowa – E77 |
| 0153T                | (DP0152T) – Szczepanów – Brzegi – E77 |
| 0154T                | (granica powiatu jędrzejowskiego) – Choiny – Żerniki – Brzegi – (DP0153T) |
| 0155T                | E77 – Brzegi – Sokołów Dolny – Sobków – Staniowice – Chomentów – Jawór – Lipa – (granica powiatu jędrzejowskiego) |
| 0156T                | (DP0155T) – Sobków – Wierzbica – Feliksówka – (granica powiatu jędrzejowskiego) |
| 0157T                | (DP0155T) – Chomentów – Korytnica – (granica powiatu jędrzejowskiego) |
| 0158T                | E77 – Mnichów – Mokrsko Dolne – Kotlice – Borszowice – Motkowice – Stawy – Imielno (DP0168T) |
| 0159T                | (DP0163T) – Chwaścice – Folwark – Kotlice – (DP0168T) |
| 0160T                | Jędrzejów (ulica Rakowska)– Kulczyzna – Raków – Czarnocice – Gozna – Mokrsko Dolne – Sobków – (DP0155T) |
| 0161T                | E77 – Mnichów – Wygoda – Brus (DP0160T) |
| 0162T                | E77 – Podlaszcze – Raków – (DP0160T) |
| 0163T                | (DP0160T) – Czarnocice – Niebyła – Chwaścice – Wólka – Borszowice – (DP0158T) |
| 0164T                | (DP0160T) – Raków – Wolica – |
| 0165T                | (DP0163T) – Niebyła – Lścin – Jasionna – |
| 0166T                | – Jakubów – Imielno – (DP0168T) |
| 0167T                | – Wygoda – (DP0166T) |
| 0168T                | – Dalechowy – Dzierszyn – Imielno – Imielnica – Sobowice – (granica powiatu jędrzejowskiego) |
| 0169T                | (DP0168T) – Imielno – Helenówka – Mierzwin – Zegartowice – (granica powiatu jędrzejowskiego) |
| 0170T                | E77 – Diament – Łysaków pod lasem – Łysaków Kawęczyński – Kawęczyn – Opatkowice Murowane – Opatkowice Drewniane – Grudzyny – Mierzwin – (DP0169T) |
| 0171T                | (DP0168T) – Dalechowy – Karczunek – Rajchotka – Helenówka – (DP0169T) |
| 0172T                | – Jaronowice – Rakoszyn – Nowa Wieś – Warzyn Drugi – Warzyn Pierwszy – Brynica Sucha – Skroniów – Łączyn – Ludwinów – Węgleniec – Dalechowy – (DP0168T) |
| 0173T                | (DP0172T) – Skroniów – Potok Wielki – Borów – Krzcięcice – (DP0178T) |
| 0174T                | (DP0205T) – Deszno – Zagórze – Potok (przystanek kolejowy) – Potok Wielki – Potok Mały – E77 |
| 0175T                | E77 – Mierzawa – Nowizna Strzeszkowska – Zagaje – |
| 0176T                | (DP0178T) – Przyłęk – Olbrachcice – Dębiany – |
| 0177T                | – Zawale Niegosławskie – (granica powiatu jędrzejowskiego) |
| 0178T                | (granica powiatu jędrzejowskiego) – Klimontów – Gniewięcin – Sędziszów (ulica Klimontowska, ulica Dworcowa, Dworzec PKP i ulica Kielecka) – Boleścice – Krzcięcice – Słaboszowice – Mierzawa – Przyłęk – Piskorzowice – Strzeszkowice – Konary – Niegosławice – – (granica powiatu jędrzejowskiego) |
| 0182T                | (DP0183T) – Brzezinki – Przyrąb – Lubcza – |
| 0183T                | (DP0191T) – Nawarzyce – Brzezinki – Sadki – (granica powiatu jędrzejowskiego) |
| 0184T                | (DP0178T) – Przyłęczek – Judasze – Piotrkowice – (DP0191T) |
| 0185T                | (DP0178T) – Boleścice – Piołunka – Jeziorki – Klemencice – Wodzisław (ulica Jędrzejowska) |
| 0186T                | (DP0178T) – Krzcięcice – Aleksandrów – Piołunka – Zielonki – (DP0188T) |
| 0187T                | (DP0178T) – Sędziszów (ulica Wodzisławska) – Grązów – (DP0188T) |
| 0188T                | (granica powiatu jędrzejowskiego) – Wywła – Słupia – Nowa wieś – Tarnawa – Sędziszów (ulica Klimontowska (zjazd z wiaduktu), ulica Przemysłowa) – Grązów – Zielonki – Kaziny – Łany – Wodzisław (ulica Brzezie) – E77                                                                               |
| 0190T                | (DP0191) – Kowalów Dolny – Kowalów Górny – Wodacz – (granica powiatu jędrzejowskiego) |
| 0191T                | (granica powiatu jędrzejowskiego) – Przełaj – Mstyczów – Podsadek – Klimontów – Pękosław – Kowalów Dolny – Brzeście – Wodzisław (ulica Żarnowska, Jędrzejowska, Jana III Sobieskiego, Krakowska, Brzezie, Rolnicza) – Piotrkowice – Wola Lubecka – (granica powiatu jędrzejowskiego)                |
| 0192T                | (DP0193T) – Krzelów – Białowieża – Mstyczów – (granica powiatu jędrzejowskiego) |
| 0193T                | (DP0191T) – Przełaj – Czekaj – Krzelów – Swaryszów – (DP0188T) |
| 0194T                | (DP0195T) – Obiechów – Jasieniec – Przełaj Czepiecki – (DP0191T) |
| 0195T                | (granica powiatu jędrzejowskiego) – Dąbrowica – Obiechów – Stary Węgrzynów – Raszków – (DP0198T) |
| 0196T                | (DP0195T) – Stary Węgrzynów – Czekaj – (DP0193T) |
| 0197T                | (DP0188T) – Słupia – Wielkopole – Raszków – Stary Węgrzynów – Obiechów – (DP0195T) |
| 0198T                | (granica powiatu jędrzejowskiego) – Sprowa – Raszków – Bugaj – Krzelów – (DP0193T) |
| 0199T                | (DP0188T) – Wywła – Gawrony – Sprowa – (DP0198T) |
| 0200T                | (DP0188T) – Słupia – Rożnica – Sieńsko – (DP0202T) |
| 0201T                | (DP0200T) – Rożnica – Sosnowiec – Sędziszów (ulica Polna, ulica Rynek, ulica Kościelna, ulica sportowa, ul. Gródek) – Tarnawa – (DP0188T) |
| 0202T                | (granica powiatu jędrzejowskiego) – Sieńsko – Trzciniec – (DP0204T) |
| 0203T                | (DP0172T) – Rakoszyn – Sieńsko – (DP0202T) |
| 0204T                | – Nagłowice – Rakoszyn – Trzciniec – Sędziszów (ulica Nagłowicka) – (DP0191T) |
| 0205T                | (DP0204T) – Trzciniec – Deszno – Warzyn Drugi – (DP0172T) |
| 0206T                | (DP0204T) – Trzciniec – Łowinia – Wojciechowice – Krzcięcice – (DP0208T) |
| 0207T                | (DP0207T) – Łowinia – Pawłowice – Sędziszów (ulica Jędrzejowska) |
| 0208T                | – Cierno-Zaszosie – Warzyn Pierwszy – Warzyn Drugi – Zagórze – Krzcięcice – (DP0178T) |
| 0209T                | – Brynica Mokra – (DP0208T) |
| 0210T                | (DP0152T) – Węgleszyn – Węgleszyn-Ogrody – Tyniec – Caców – Chorzewa – Prząsław – Cierno-Zaszosie – (DP0208T) |
| 0211T                | (DP0210T) – Chorzewa – Lasków – |
| 0212T                | – Prząsław – Chorzewa – (DP0210T) |
| 0213T                | (DP0152T) – Popowice – Cierno-Żabieniec – |
| 0214T                | (granica powiatu jędrzejowskiego) – Lipno – Zakrzów – Węgleszyn – Rembiechowa – Mniszek – |
| 0215T                | (DP0225T) – Kozłów – Wiśnicz – Lasochów – (DP0152T) |
| 0216T                | (DP0152T) – Żarczyce Małe – Wygnamów – Złotniki – Lipnica – |
| 0217T                | Mieronice – Diament – Złotniki – (DP0210T) |
| 0218T                | – Wola Tesserowa – Rembieszyce – (DP0219T) |
| 0219T                | (DP0152T) – Karsznice – Rembieszyce – Lipnica – |
| 0220T                | (granica powiatu jędrzejowskiego) – Kozłów – Ludwinów – Małogoszcz (ulica Sabianów) – (DP0263T) |
| 0222T                | (granica powiatu jędrzejowskiego) – Henryków – Kozłów – (DP0215T) |
| 0224T                | – Błogoszów – Zakrzów – (DP0214T) |
| 0225T                | (granica powiatu jędrzejowskiego) – Rzeszówek – (DP0227T) |
| 0227T                | (granica powiatu jędrzejowskiego) – Rzeszówek – Oksa – |
| 0263T                | (granica powiatu jędrzejowskiego) – Leśnica – Małogoszcz (ulica Jaszowskiego) – droga gminna (ulica Jędrzejowska) |
| 0264T                | (granica powiatu jędrzejowskiego) – Parcele – Leśnica – (DP0263T) |
| 0269T                | (DP0155T) – Sokołów Dolny – Sokołów Górny – (granica powiatu jędrzejowskiego) |
| 0271T                | – Jędrzejów (ulica Wilanowska) – Wilanów – Lasków – |
| 0272T                | – Lubcza – Przezwody – (granica powiatu jędrzejowskiego) |
| 0386T                | (granica powiatu jędrzejowskiego) – Feliksówka – (DP0156T) |
| 0387T                | (granica powiatu jędrzejowskiego) – Lipa – Karsy – (granica powiatu jędrzejowskiego) |
| 0388T                | (granica powiatu jędrzejowskiego) – Chomentów – (DP0389T) |
| 0389T                | (granica powiatu jędrzejowskiego) – Chomentów – (DP0155T) |
| Ulica Przypkowskiego | Od ulicy Partyzantów – skrzyżowanie z ul. Strażacką – skrzyżowanie z ul. Chrobrego i ul. Batalionów Chłopskich – do ul. Reymonta |